# Vétrigne
Vétrigne – miejscowość i gmina we Francji, w regionie Burgundia-Franche-Comté, w departamencie Territoire de Belfort.
Według danych na rok 1990 gminę zamieszkiwało 421 osób, a gęstość zaludnienia wynosiła 171 osób/km² (wśród 1786 gmin Franche-Comté Vétrigne plasuje się na 362. miejscu pod względem liczby ludności, natomiast pod względem powierzchni na miejscu 993.).